# فلاديمير فوغل
فلاديمير فوغل هو ملحن وعازف بيانو سويسري، ولد في 29 فبراير 1896 في موسكو في روسيا، وتوفي في 19 يونيو 1984 في زيورخ في سويسرا.

## وصلات خارجية
- فلاديمير فوغل على موقع مونزينجر (الألمانية)
- فلاديمير فوغل على موقع ميوزك برينز (الإنجليزية)